# Fritz Schaudinn
Fritz Schaudinn (Röseningke, Prússia Oriental, 19 de setembre del 1871 - Hamburg, 22 de juny del 1906) fou un zoòleg i bacteriòleg alemany, el qual, al llarg de la seua carrera científica, es va dedicar principalment a l'estudi del cicle vital dels protozous. La seua aportació més significativa a la ciència va ser el descobriment (l'any 1905 i juntament amb Erich Hoffmann) de l'espiroqueta Treponema pallidum, bacteri causant de la sífilis.

## Biografia
Figura clau per al desenvolupament de la protozoologia i la seua conversió en ciència experimental, va cursar els seus estudis de zoologia a la Universitat de Berlín, institució on va doctorar-se l'any 1894. L'excel·lència del seu expedient acadèmic li van permetre fer-se el 1898 amb un lectorat en aquesta universitat. El mateix any 1898, i juntament amb el zoòleg Fritz Römer, va participar en un viatge científic a Svalbard. Els resultats d'aquesta expedició va conduir a la publicació de Fauna Arctica, un projecte sobre la fauna àrtica iniciada per Schaudinn i Römer i continuat per August Brauer i Walther Arndt.
Uns anys després, el 1904, va dirigir a Berlín el laboratori protozoològic de l'Oficina Imperial de Salut, on va fer les seues principals investigacions. D'aleshores ençà, Schaudinn va centrar-se en experiments protozoològics per descriure les diferències existents entre l'Entamoeba histolytica (causant de la disenteria amèbica) i la seua homòloga menys nociva, l'Entamoeba coli. Mitjançant els estudis realitzats el 1904 va arribar a la conclusió que la infecció d'aquesta mena de paràsits tenia lloc a través de la pell. Malauradament, investigacions posteriors van reflectir que Schaudinn havia arribat a aquesta conclusió basant-se en pressuposicions errònies i observacions incorrectes.
No obstant això, el seu pes acadèmic en aquella època va fer que s'imposés el nom científic d'Entamoeba histolytica per a l'ameba parasitària. Schaudinn, sense pretendre-ho, va retardar el coneixement de l'amebiasi en descriure un suposat cicle de vida de les amebes patògenes que era totalment fictici i que incloïa un procés inexistent d'esporulació. La seua autoritat científica era tan important que va induir a error a alguns dels més importants científics de la seua època. Va haver-hi investigadors que, fins i tot, van confirmar aquest fenomen de l'esporulació, com va ésser el cas del nord-americà Craig, qui el 1908 va mostrar a través d'unes suposades il·lustracions rigoroses l'existència d'aquest fenomen, el qual, amb el temps, es demostraria irreal (el 1909, quan Huber va demostrar que les amebes es propagaven entre persones en forma de quists).
Malgrat aquest gran error, Schaudinn va deixar un llegat important en el món de la medicina. La seua aportació més destacada, sens dubte, va ésser el descobriment, el 1905 i juntament amb Hoffmann, de l'agent causal de la sífilis: el treponema pàl·lid (Treponema pallidum). També va dur a terme importants descobriments sobre el paludisme o malària, en els que va confirmar el treball de Ronald Ross i Giovanni Battista Grassi, en estudiar-la especialment en els ocells i els éssers humans.
Fritz Schaudinn va morir el 22 de juny del 1906, a la primerenca edat de trenta-quatre anys, a causa de diverses complicacions d'una amebiasi que s'havia autoproduït.